# تپه شادآباد سفلی
تپه شادآباد سفلی مربوط به دوران پیش از تاریخ ایران باستان است و در شهرستان هرسین، روستای شاد آباد سفلی واقع شده و این اثر در تاریخ ۱۰ دی ۱۳۸۱ با شمارهٔ ثبت ۶۹۹۸ به‌عنوان یکی از آثار ملی ایران به ثبت رسیده است.